# Karl Friedrich Abel
Karl Friedrich Abel (22. december 1723 – 20. juni 1787) var en tysk komponist og viola da gamba-spiller.
Ledede sammen med Johann Christian Bach de berømte Bach-Abel-koncerter i London fra 1765-81. Af hans ca. 230 værker er der 41 symfonier, 15 solokoncerter foruden en stor samling af gambe-værker. Hans 6. symfoni opus 7 blev længe tilskrevet Mozart, som havde kopieret værket KV 18 uder sit ophold i London.

## Liv og virke

### Baggrund
Faderen, Christian Ferdinand, var Premier-Musicus i stedets hoforkester, som en tid var under ledelse af Johann Sebastian Bach.
Karl Friedrich Abel kan have været student hos Bach ved Thomasschule i Leipzig, men det er ikke dokumenteret.

### Karriere
Derimod er det sikkert, at Bach anbefalede Abel til Johann Adolf Hasse, dirigent for hoffkapellet i Dresden, og at Abel var "Kammermusiker des Königs von Polen“ i kongens hoforkester i ni år (1748–1757). På grund af syvårskrigen rejste han fra Dresden i 1757. Efter nogen års omflakkende tilværelse kom han til England i 1759 og blev kammermusiker for dronning Charlotte af England.
I 1762 kom Johann Sebastian Bachs yngste søn, Johann Christian Bach, til London. Bach og Abel blev venner, og grundlagde i 1764 de populære «Bach-Abel Concerts», de første abonnementskoncerter i engelsk historie. Koncerterne blev i ti år arrangeret af Teresa Cornelys, en tidligere operasangerinne fra Venezia som ejede en koncertsal.
I 1764 kom også den otteårige Wolfgang Amadeus Mozart med sin far til London og besøgte Abel, og studerede hans kompositoriske sats. Som forbillede kopierede han Abels Es-Dur-symfoni (op. VII,6) i sin notisbok, og dermed er den senere ved en fejltagelse blevet opført i Köchelverzeichnis som Mozarts «Sinfonie Nr. 3 in Es-Dur» under nr. 18.
I 1775 blev koncerterne arrangeret uden Teresa Cornelys, og successen udeblev – specielt efter Bachs død i 1782. Abel vendte tilbage til Tyskland, men formåede ikke at få fodfæste, så efter to år så han sig nødt til at returnere til London. Her var han fortsat en efterspurgt udøver på nye og gamle instrumenter. Hans død blev fremskyndet af, at han blev alkoholiseret og levede sine sidste år i fattigdom.
Abel var den sidste store gambesolist. Med ham forsvandt instrumentet fra orkesteret – snart også som soloinstrument. Der findes flere gode portrætter af ham, blandt andet to lavet af hans mangeårige ven Thomas Gainsborough.

## Værker
Abel skrev blandt andet symfonier, ouverturer, koncerter, sonater og soloer;
- Kleine Sinfonie in F-dur
- Sonate Nr. 1 für Oboe und Klavier C-Dur
- Sonate Nr. 2 für Oboe und Klavier F-Dur
- Sonate Nr. 3 für Oboe und Klavier D-Dur
- Sonate Nr. 4 für Oboe und Klavier B-Dur
- Sonate für Viola da gamba solo C-dur
- Sonate für Viola da gamba solo d-moll